# Liste der Bodendenkmale in Barendorf
In der Liste der Bodendenkmale in Barendorf sind alle Bodendenkmale der niedersächsischen Gemeinde Barendorf aufgelistet. Die Quelle ist der Denkmalatlas Niedersachsen. Der Stand der Liste ist der 4. August 2024.

## Allgemein
In den Spalten finden sich folgende Informationen des Bodendenkmales :
- Lage        : geographische Koordinaten
- Bezeichnung : Bezeichnung lt. Denkmalatlas
- Beschreibung: Beschreibung lt. Denkmalatlas
- ID          : Objekt-ID
- Bild        : Bild, ggf. zusätzlich mit Link zu weiteren Fotos im Medienarchiv Wikimedia Commons.

## Barendorf
| Lage                         | Bezeichnung                        | Beschreibung | ID       | Bild                                                                                            |
| ---------------------------- | ---------------------------------- | --- | -------- | ----------------------------------------------------------------------------------------------- |
| 53° 14′ 16″ N, 10° 30′ 31″ O | Barendorf 30, Grabhügel            | Fast rund, Dm. ca. 12 m; H. ca. 1 m. Flach gewölbt. Rand auslaufend und von Pflanzfurchen überzogen. | 28930347 | BW                                                                                              |
| 53° 14′ 18″ N, 10° 30′ 32″ O | Barendorf 31, Grabhügel            | Hoch gewölbt, deutlich abgesetzt, Dm. 18,3 m; H. 1,9 m. In der Mitte große Eingrabung (etwa aus dem Jahr 1950) von 3 m L., 2 m Br. und 1,2 m T.; außerdem drei kleine seitliche Eingrabungen. Am Nordost- und am Südwest-Rand mehrere größere Granitsteine.      | 28930349 | BW                                                                                              |
| 53° 14′ 29″ N, 10° 30′ 33″ O | Barendorf 38, Grabhügel            | Rund, Dm. 21,1 m; H. 1,6 m. Kuppe abgeflacht, Rand abgesetzt. In der Mitte eine Eingrabung (L. 3 m; Br. 2 m; T. 1,3 m), mehrere größere Steine freigelegt. Anhand einer Lanzenspitze kann der Hügel in die Bronzezeit, Zeitgruppe III nach Laux, datiert werden. | 28926436 | BW                                                                                              |
| 53° 13′ 25″ N, 10° 29′ 45″ O | Barendorf 39, Grabhügel            | Fast rund, Dm. 14,5–16 m; H. ca. 1 m. Kuppe abgeflacht, Oberfläche unregelmäßig. Mehrere Eingrabungen. | 28930460 | BW                                                                                              |
| 53° 13′ 23″ N, 10° 29′ 43″ O | Barendorf 40, Grabhügel            | Nordost-Teil durch Weg und Graben (= Gemarkungsgrenze) eingeebnet. Daher heute länglich und Nordwest-Südost orientiert. L. 18 m; Br. 9 m; H. noch 1,1 m. | 28929964 | BW                                                                                              |
| 53° 13′ 23″ N, 10° 29′ 50″ O | Barendorf 41, Grabhügel            | Fast rund, Dm. 13 m; H. 1,1 m. Rand deutlich abgesetzt. In der Kuppe große Grube, Dm. ca. 3 m, darin ein überkopfgroßer Granitstein. Auf der Nord-Böschung und am Südwest-Rand flache Pflanzfurchen.                                                             | 28930464 | BW                                                                                              |
| 53° 14′ 16″ N, 10° 30′ 16″ O | Barendorf 74, Landwehr [Teilstück] | | 35622841 | [[Vorlage:Bilderwunsch/code!/C:53.23782,10.504316!/D:Barendorf 74, Landwehr [Teilstück]!/\|BW]] |
| 53° 14′ 29″ N, 10° 30′ 31″ O | Barendorf 75, Grabhügel            | Fast rund, Dm. 20 m; H. 1,5 m. Kuppe abgeflacht, Rand abgesetzt. Von Nordost nach Südwest Waldweg mit Graben (= Gemarkungsgrenze). Im Graben eine Eingrabung von 1 m L.; 0,7 m Br. und 0,8 m T.                                                                  | 28926437 | BW                                                                                              |
| 53° 14′ 20″ N, 10° 30′ 24″ O | Barendorf 77, Grabhügel            | Fast rund, Dm, 10,5 m; H. 0,7 m. Rand schwach abgesetzt. In der Kuppe eine Mulde. Im Nord- und Ost-Bereich Fahrzeugspuren. | 28930714 | BW                                                                                              |
| 53° 13′ 46″ N, 10° 31′ 32″ O | Barendorf 81, Grabhügel            | Oval, Nordost-Südwest orientiert, L. 15 m; Br. 12,5 m; H. 0,7 m. Rand auslaufend. Am Südwest-Ende des Kuppenbereichs eine Eingrabung (L. 3 m; Br. 2,5 m; T. 0,3 m).                                                                                              | 28930722 | BW                                                                                              |

### Barendorf 1
ID:28931986
Ca. 2,2 km südöstlich der Heimvolkshochschule Barendorf, ca. 800 m südlich der Straße Lüneburg-Dannenberg (B 216) liegt an einem leichten Südost-Hang eine Gruppe von 26 meist runden Erdhügeln. Dm. 3,8–7,0 m; H. 0,3–0,8 m. Einige Hügel sind oval. Die Bodenentnahmen für den Hügelaufbau sind als Mulden an den Hügelrändern noch deutlich sichtbar.

| Lage                        | Bezeichnung  | Beschreibung | ID       | Bild |
| --------------------------- | ------------ | --- | -------- | ---- |
| 53° 13′ 2″ N, 10° 32′ 59″ O | Barendorf 1  | Fast rund, Dm. 4 m; H. 0,6 m. Rand schwach abgesetzt, Oberfläche unregelmäßig. Am Nord-Rand grabenförmige Eintiefung.                                                              | 28930104 | BW   |
| 53° 13′ 2″ N, 10° 32′ 59″ O | Barendorf 2  | Fast rund, Dm. 5,5 m; H. 0,6 m. Rand schwach abgesetzt. Im westlichen Bereich flache Eintiefung.                                                                                   | 28930106 | BW   |
| 53° 13′ 2″ N, 10° 32′ 59″ O | Barendorf 3  | Rund, Dm. 4,8 m; H. 0,7 m. Kuppe abgeflacht. Böschung nach Südwesten leicht abfallend, sonst steil. Rand abgesetzt, ringsum eine flache Vertiefung.                                | 28930108 | BW   |
| 53° 13′ 1″ N, 10° 33′ 0″ O  | Barendorf 4  | Oval, Nordwest-Südost orientiert, L. 3,8 m; Br. 2,5 m; H. 0,3 m. Rand auslaufend. Im Südwesten eine grabenförmige Vertiefung.                                                      | 28930110 | BW   |
| 53° 13′ 1″ N, 10° 32′ 59″ O | Barendorf 6  | Fast rund, Dm. 5 m; H. 0,6 m. Rand schwach abgesetzt. Im Norden eine Vertiefung. Einige Granitsteine sichtbar.                                                                     | 28930114 | BW   |
| 53° 13′ 1″ N, 10° 32′ 59″ O | Barendorf 7  | Fast rund, Dm. 4,3 m; H. 0,6 m. Rand schwach abgesetzt. Nordost-Rand und West-Rand durch Eintiefungen steiler, am Nord-Rand verläuft eine Fahrspur.                                | 28930116 | BW   |
| 53° 13′ 1″ N, 10° 32′ 59″ O | Barendorf 8  | Fast rund, Dm. 5,5 m; H. 0,6 m. Rand schwach abgesetzt. Am Nordost-Rand eine Eintiefung, nordöstliche Böschung von Fahrspur überzogen.                                             | 28930211 | BW   |
| 53° 13′ 1″ N, 10° 32′ 59″ O | Barendorf 9  | Fast rund, Dm. 5 m; H. 0,7 m. Südost-Rand durch Fahrspur gestört, am Südsüdost-Rand eine Eintiefung.                                                                               | 28930213 | BW   |
| 53° 13′ 1″ N, 10° 32′ 59″ O | Barendorf 10 | Fast rund, Dm. 5 m; H. 0,5 m. Am Südwest-Rand eine flache, am Nordost-Rand eine deutliche Eintiefung.                                                                              | 28930215 | BW   |
| 53° 13′ 1″ N, 10° 32′ 58″ O | Barendorf 11 | Rund, Dm. 7 m; H. 0,7 m. Rand abgesetzt, Kuppe nach Westen leicht abgeflacht. In der Mitte eine Vertiefung (Kopfstich), am West-Rand halbkreisförmige Eintiefung.                  | 28930217 | BW   |
| 53° 13′ 1″ N, 10° 32′ 58″ O | Barendorf 12 | Oval, ungefähr Nord-Süd orientiert, L. 7 m; Br. 4,5 m; H. 0,7 m. Rand abgesetzt, Oberfläche unregelmäßig. Nordost-Rand durch Fahrspur gestört. Am West- und Ost-Rand Eintiefungen. | 28930219 | BW   |
| 53° 13′ 0″ N, 10° 32′ 58″ O | Barendorf 13 | Fast rund, Dm. 5,5 m; H. 0,7 m. Oberfläche unregelmäßig, Rand (besonders im Nordosten) abgesetzt.                                                                                  | 28930221 | BW   |
| 53° 13′ 1″ N, 10° 32′ 58″ O | Barendorf 14 | Fast rund, Dm. 5 m; H. 0,6 m. Hoch gewölbt mit abgesetztem Rand. Am West-Rand eine Eintiefung. Südwest-Rand von Fahrspur überzogen.                                                | 28930223 | BW   |
| 53° 13′ 0″ N, 10° 32′ 57″ O | Barendorf 15 | Fast rund, Dm. 5,5 m; H. 0,7 m. Rand schwach abgesetzt, Oberfläche unregelmäßig. Östliche Böschung von Fahrspur gestört, am Südost-Rand eine Eintiefung.                           | 28930225 | BW   |
| 53° 13′ 1″ N, 10° 32′ 57″ O | Barendorf 16 | Oval, Südwest-Nordost orientiert, L. 8 m; Br. 4,5 m; H. 0,7 m. Am Nord-Rand der Rand steil abfallend zu einer Eintiefung, sonst schwach abgesetzt.                                 | 28930227 | BW   |
| 53° 13′ 1″ N, 10° 32′ 57″ O | Barendorf 17 | Fast rund, Dm. 5 m; H. 0,5 m. Rand abgesetzt. Im West- und Ost-Bereich Mulden. | 28930229 | BW   |
| 53° 13′ 2″ N, 10° 32′ 58″ O | Barendorf 18 | Oval, ungefähr Ost-West orientiert, L. 4 m; Br. 3 m; H. 0,4 m. Rand schwach abgesetzt. Im Südwest-Bereich versteilt (kleine Abtragung).                                            | 28930231 | BW   |
| 53° 13′ 1″ N, 10° 32′ 58″ O | Barendorf 19 | Rund, Dm. 4,9 m; H. 0,5 m. Rand auslaufend. Am Süd- und Nord-Rand jeweils eine Eintiefung.                                                                                         | 28930233 | BW   |
| 53° 13′ 1″ N, 10° 32′ 58″ O | Barendorf 20 | Oval, Ost-West orientiert, L. 8 m; Br. 6 m; H. 0,8 m. Rand abgesetzt. Am West-Rand eine kleine und am Nordwest-Rand eine größere Eintiefung.                                       | 28930235 | BW   |
| 53° 13′ 1″ N, 10° 32′ 57″ O | Barendorf 21 | Gewölbt, Rund, Dm. 4,5 m; H. 0,5 m. Rand schwach abgesetzt. | 28930237 | BW   |
| 53° 13′ 1″ N, 10° 32′ 57″ O | Barendorf 22 | Fast rund, Dm. 6 m; H. 0,6 m. Kuppe abgeflacht, Rand schwach abgesetzt. Am Süd-Rand eine flache Eintiefung, West-Rand durch Weg angeschnitten.                                     | 28930239 | BW   |
| 53° 13′ 1″ N, 10° 32′ 57″ O | Barendorf 23 | Fast rund, Dm. 5 m; H. 0,6 m. Rand schwach abgesetzt. Am Nord-Rand flache Eintiefung, West-Rand angeschnitten durch Waldweg.                                                       | 28930241 | BW   |
| 53° 13′ 1″ N, 10° 32′ 56″ O | Barendorf 24 | Fast rund, Dm. 6,5 m; H. 0,9 m. Schwach abgesetzter Rand. Am Nordost- und West-Rand jeweils eine Eintiefung, südwestlich der Kuppe abgeflacht.                                     | 28930335 | BW   |
| 53° 13′ 1″ N, 10° 32′ 56″ O | Barendorf 25 | Fast rund, Dm. 5 m; H. 0,5 m. Rand schwach abgesetzt. Im Südwesten eine Eintiefung.                                                                                                | 28930337 | BW   |
| 53° 13′ 0″ N, 10° 32′ 59″ O | Barendorf 26 | Fast rund, Dm. 5 m; H. 0,6 m. Rand schwach abgesetzt. Am Südwest- und Nordost-Rand schwache Eintiefungen, über die nördliche Böschung verläuft eine Fahrspur.                      | 28930339 | BW   |

### Barendorf 27
ID:28933321
Ca. 1600 m südöstlich der Heimvolkshochschule Barendorf, knapp 600 m südlich der Straße Lüneburg-Dannenberg (B 216) befindet sich eine Gruppe von acht Grabhügeln. Davon ist einer (FStNr. 27) heute oval, die anderen sind rund. Dm. 4,8–7,8 m; H. 0,3–0,7 m. Zwischen den Grabhügeln weitere hügelartige Erhöhungen. Bohrungen im Jahre 1979 ergaben anthropogenen Charakter der größeren Hügel. Die am Rande der Grabhügel sichtbaren muldenförmigen Vertiefungen sind als Bodenentnahmen für die Hügelaufschüttung zu bewerten.

| Lage                        | Bezeichnung  | Beschreibung | ID       | Bild |
| --------------------------- | ------------ | --- | -------- | ---- |
| 53° 13′ 2″ N, 10° 32′ 15″ O | Barendorf 27 | Oval, Nordost-Südwest orientiert, L. 5,7 m; Br. 3,6 m; H. 0,5 m. Am Nordwest-Rand größere Vertiefung. Durch Fahrspur (in Nord-Süd-Richtung führend) gestört.        | 28930341 | BW   |
| 53° 13′ 3″ N, 10° 32′ 15″ O | Barendorf 28 | Fast rund, Dm. 5,7 m; H. 0,5 m. Kuppe abgeflacht; Rand auslaufend. Im Nordwesten und Norden eine Vertiefung. Von Süden auf die Kuppe führende Fahrspur.             | 28930343 | BW   |
| 53° 13′ 3″ N, 10° 32′ 14″ O | Barendorf 29 | Rund, Dm. 5,6 m; H. ca. 0,5 m. Deutlich abgesetzt. Südost-Rand von Graben überzogen, am Nord- und West-Rand zwei Mulden.                                            | 28930345 | BW   |
| 53° 13′ 3″ N, 10° 32′ 13″ O | Barendorf 42 | Fast rund, Dm. 5 m; H. ca. 0,4 m. Kuppe abgeflacht, Rand auslaufend. Mulden am West- und Ost-Rand.                                                                  | 28933323 | BW   |
| 53° 13′ 4″ N, 10° 32′ 13″ O | Barendorf 43 | Rund, Dm. 4,8 m; H. 0,3 m. Kuppe abgeflacht. Am Rand drei flache Mulden. Der NW Rand durch Fahrspur gestört. Auf der westlichen Böschung ein kopfgroßer Stein frei. | 28930466 | BW   |
| 53° 13′ 4″ N, 10° 32′ 14″ O | Barendorf 44 | Rund, Dm. 5,8 m; H. 0,5 m. Rand im Nordosten und Westen ringförmig von Mulden umgeben.                                                                              | 28930468 | BW   |
| 53° 13′ 4″ N, 10° 32′ 14″ O | Barendorf 45 | Fast rund, Dm. 5 m; H. 0,5 m. Rand im Nordwesten, Osten und Süden von Mulden umgeben.                                                                               | 28930470 | BW   |
| 53° 13′ 4″ N, 10° 32′ 13″ O | Barendorf 46 | Rund, Dm. 7,8 m; H. 0,7 m. Rand von vier Mulden ringförmig umgeben.                                                                                                 | 28930472 | BW   |

### Barendorf 32
ID:28930351
Ca. 1400 m nordwestlich der Heimvolkshochschule Barendorf liegt in leicht nach Süden geneigtem Gelände eine Gruppe von sieben, nah beieinander liegenden Grabhügeln. Die meisten Hügel weisen verschiedene, nur kleinere Beschädigungen auf. Einer der Grabhügel ist bereits abgetragen.

| Lage                         | Bezeichnung  | Beschreibung | ID       | Bild |
| ---------------------------- | ------------ | --- | -------- | ---- |
| 53° 14′ 19″ N, 10° 30′ 36″ O | Barendorf 32 | Oval, Nord-Süd orientiert, L. 18 m; Br. 16 m; H. 1 m. Kuppe flach eingesenkt, Rand abgesetzt. Am Süd-Rand eine längliche, Ost-West verlaufende flache Vertiefung. Auf der nördlichen Böschung kleine Eingrabung. Der westliche Hügelfuß durch Waldweg geschnitten. | 28930353 | BW   |
| 53° 14′ 20″ N, 10° 30′ 36″ O | Barendorf 33 | Rund, Dm. 15,5 m; H. 0,6 m. Kuppe flach eingesenkt; Rand abgesetzt. Böschungsoberfläche unregelmäßig. | 28930355 | BW   |
| 53° 14′ 21″ N, 10° 30′ 36″ O | Barendorf 34 | Fast rund, Dm. 11 m; H. 0,65 m. Im Nordwest-Bereich der Kuppe weite flache Eingrabung, auf der Böschung stellenweise Vertiefungen (vom Steinesuchen?), auf der südwestlichen Böschung ein doppelt kopfgroßer Stein.                                                | 28930357 | BW   |
| 53° 14′ 20″ N, 10° 30′ 37″ O | Barendorf 35 | Fast rund, Dm. 10 m; H. 0,45 m. Kuppe abgeflacht, Oberfläche unregelmäßig. In der Mitte aufgegrabener Tierbau. | 28930359 | BW   |
| 53° 14′ 21″ N, 10° 30′ 36″ O | Barendorf 36 | Fast rund, Dm. 10 m; H. 0,55 m. Kuppe leicht (schräg nach Süden) abgeflacht, der Rand auslaufend. | 28930361 | BW   |
| 53° 14′ 21″ N, 10° 30′ 38″ O | Barendorf 37 | Fast rund, Dm. 11 m; H. 0,55 m. Kuppe nach Südosten schräg abgeflacht, Rand auslaufend. Oberfläche unregelmäßig. | 28930363 | BW   |